# 穆罕默德·帕克普尔
穆罕默德·帕克普尔（波斯語：محمد پاکپور；1961年—）自2009年以来担任伊朗伊斯兰革命卫队地面部队司令。2025年6月13日，在其前任于以色列对伊朗的空袭中丧生后，他被任命为伊斯兰革命卫队总司令。

## 生平
穆罕默德·帕克普尔在伊斯兰革命初期便参与伊斯兰革命卫队，活跃于库尔德斯坦省，曾参与长达八年的两伊战争。他曾担任陆军作战指挥官达五年，历任第8纳贾夫师、第31阿舒拉师师长及陆军北方总部指挥官。帕克普尔拥有德黑兰大学政治地理学硕士学位，负责打击伊朗东南部的恐怖主义、巩固该地区的安全。
在一次军演中，他表示伊斯兰革命卫队演习的目的是保持军事准备，展示伊朗武装部队的实力，改善地区安全并实施某些战术。

## 参加费卢杰战役
穆罕默德·帕克普尔曾与卡西姆·苏莱曼尼一同现身，在费卢杰前线指挥伊斯兰革命卫队参与对抗“伊斯兰国”的军事行动，这被认为是他首次在伊拉克或叙利亚指挥军事行动。《長期戰爭雜誌》指出：“他现身费卢杰，凸显了伊朗革命卫队高层对伊拉克战事的重视。”

## 外国制裁
帕克普尔于2010年7月26日因涉及伊朗核问题被欧盟列入制裁名单，同年又遭到加拿大、澳大利亚和日本政府的制裁。美国财政部于2019年6月24日对帕克普尔实施制裁。